# Elkrone no Atelier: Dear for Otomate
Az Elkrone no Atelier: Dear for Otomate (エルクローネのアトリエ 〜Dear for Otomate〜) vagy Atelier Elkrone: Dear for Otomate otome játék, melyet az Otomate fejlesztett és az Idea Factory jelentett meg. A játék 2012. április 12-én jelent meg Japánban, kizárólag PlayStation Portable kézikonzolra. Az Atelier sorozatra jellemző tárgyszintézis ugyan leegyszerűsített formában helyet kapott a játékban, azonban a sorozat többi tagjával ellentétben az nem szerepjáték, hanem elsősorban nőknek szóló „otome játék”. A játék már magával a címével is eltér a sorozat legtöbb tagjától, hiszen az Atelier szó után nem a főszereplő neve, hanem a játék helyszíne szerepel.
A játék történetét két dráma CD-vel is kibővítették.

## Cselekmény
A játék cselekménye Elkrone városában játszódik, ahol a főhősnő, Meriela megörökli nagymamája műhelyét. Első vendége a Popote nevű tündér, aki egy rejtélyes tárgy megalkotásával bízza meg. Meriela nem tudja, hogy hogyan kell megalkotni azt a tárgyat, így Popote úgy dönt, hogy amíg az nem sikerül neki, addig kisegíti a lányt a műhelyben.

## Játékmenet
A játék egy otome játék, így a játékosnak elsősorban a képernyőn felbukkanó szöveget kell elolvasnia, alkalomadtán választania a megadott válaszlehetőségek közül. A sorozatra jellemző tárgyszintézis is helyet kapott a játékban, ugyan leegyszerűsített formában: cselekmény bizonyos pontjain a játékosnak meg kell határoznia, hogy milyen alkotóelemeket ad a tárgyszintézisekhez. A játékos bizonyos alkalmakkor kiválaszthatja a várostérképről, hogy a város melyik pontjára szeretne ellátogatni. Ezeken felől minden játékbeli reggel elérhetővé válnak megbízások, majd a játékos eldöntheti, hogy a bejárja a várost, a műhellyel foglalkozik vagy megpihen. A megbízások elfogadásához a játékosnak mindenképpen a városba kell utazniuk, ahol a várostérképen a megadott pontot kell választaniuk. A megbízások a szereplők közötti kapcsolatok elmélyítésének és különböző események kiváltásának kulcsfontosságú eszközei.

## Szereplők
Meriela (メリエーラ; Hepburn: Meriēra)
Szinkronhangja: Aszakura Azumi  (japán)
Meriela, becenevén Merie, a játék főhősnője, akinek a nevét a játékosok megváltoztathatják, hangját és portréját kikapcsolhatják. Meriela az elkronei akadémiai egykori diákja, aki az iskola elvégezte után megörökli nagymamája, Margaret műhelyét. Kedvenc étele a lekváros bukta, különleges képessége a buktakészítés.
Popote (ポポット; Hepburn: Popotto)
Szinkronhangja: Kanda Rie  (japán)
Vidám természetű tündér, Meriela műhelyének első vendége, aki egy olyan különleges tárgy elkészítésével bízza meg őt, amit még ő sem látott sose. Fizetségül felajánlja, hogy amíg Meriela nem készíti el a tárgyat, addig a műhelyében segédkezik.
Ralf (ラルフ; Hepburn: Rarufu)
Szinkronhangja: Maeno Tomoaki  (japán)
Fiatal alkimista, aki az elkronei akadémia legmagasabb képzésében vett részt. Ralf Meriela egykori osztálytársa, akire riválisaként tekint.
Johann (ヨハン; Hepburn: Yohan)
Szinkronhangja: Morikava Tomojuki  (japán)
Elkrone első számú kalandora, aki a rábízott küldetések 100 százalékát sikerre vitte. A városiak „mindenki Joahannjának” (みんなのヨハン) szólítják.
Erhard (エルハルト; Hepburn: Eruharuto)
Szinkronhangja: Miki Sinicsiró  (japán)
Shrissel királyságának 13. lovaghadosztályának parancsnoka.
Clemans (クレメンス; Hepburn: Kuremensu)
Szinkronhangja: Jusza Kódzsi  (japán)
Alkimista, az elkronei akadémia tanára. Életcélja az „igazság útjának” megtalálása, amihez segítőt keres. Az akadémia költségvetését gyanús kutatásaihoz használja.
Stephan (シュテファン; Hepburn: Shutefan)
Szinkronhangja: Tacsibana Sinnoszuke  (japán)
Fiatal zenész, hegedűs. Nem kedveli az alkímiát, Meriellel szemben is ellenségesen viselkedik.
Alexey (アレクセイ; Hepburn: Arekusei)
Szinkronhangja: Szuzuki Hirohito  (japán)
Fiatal fiú, aki a nevén kívül semmire sem emlékszik. Meriela és Popote talált rá a műhely előtt egy dobozban.
Marlone (マルローネ; Hepburn: Marurōne)
Szinkronhangja: Ikezava Haruna  (japán)
Vidám kalandor és alkimista, aki bejárta a világot. Marlone az utazásai során elkeveredett társa után kutat. Harcokban a varázsbotjával és házi készítésű bombákkal veszi fel a harcot. Marlone az első Atelier-játék, az Marie no Atelier: Salburg no renkindzsucusi főhősnője.
Elfir (エルフィール; Hepburn: Erufīru)
Szinkronhangja: Nagaszava Miki  (japán)
Az elkronei akadémia egykori diákja, aki Meriela előtt fejezte be az iskolát. „Frasco Café” (フラスコカフェ) néven sajttortákra szakosodott cukrászdát működtet. Sajttortáinak az egész kontinensen jó hírneve van. Elfir a második Atelier-játék, az Elie no Atelier: Salburg no renkindzsucusi 2 főhősnője.
Fegyverbolt-tulajdonos (武器屋の親父; Hepburn: Bukiya no Oyaji)
Szinkronhangja: Tacsiki Fumihiko  (japán)
Egykori kalandor, az elkronei fegyverbolt tulajdonosa, neve nem ismert. Fegyverkovácsolási képessége világhírű.
Heidi (ハイディ; Hepburn: Haidi)
Szinkronhangja: Imai Aszami  (japán)
Meriela legjobb barátnője, akivel az akadémián osztály- és szobatársak voltak.
Kaya (カヤ)
Szinkronhangja: Numakura Manami  (japán)
Az akadémia diákja, Meriela barátnője.
Marcel (マルセル; Hepburn: Maruseru)
Szinkronhangja: Kanda Tomohiro  (japán)
Az akadémia diákja, Ralf gyermekkori barátja. A Meriela által készített lekváros bukta a kedvenc étele.
Flynn (フレン; Hepburn: Furen)
Szinkronhangja: Siraisi Minoru  (japán)
Ugyan szótlan és kifejezéstelen arcvonással rendelkezik, ezzel szemben elég gyerekesen is szokott viselkedni. Állandóan vitában áll Dirkkel.
Dirk (ディルク; Hepburn: Diruku)
Szinkronhangja: Tai Júki  (japán)
Shrissel királyságának 13. lovaghadosztályának alparancsnoka.
Oswald (オズワルド; Hepburn: Ozuwarudo)
Szinkronhangja: Szakamaki Micuhiro  (japán)
Az elkronei akadémia tanára, Meriela tanára. Clemans közeli barátja, akivel egy osztályba jártak a navelburgi akadémián.

## Zene
A játék 33 dalt tartalmazó zenei anyaga 2012. április 18-án jelent meg Elkrone no Atelier: Dear for Otomate Original Soundtrack (エルクローネのアトリエ ～Dear for Otomate～ オリジナルサウンドトラック) címmel.
nyitófőcím dal – Hana ga szaku macsi de (花が咲く街で; Hepburn: Hana ga Saku Machi de, ’A városban, ahol a virágok nyílnak’)
dalszöveg: Hijama Só, zene: Simocuki Haruka, hangszerelő: Manyo, előadó: Simocuki Haruka
zárófőcím dal – Kimi to miru jume (君と見る夢; Hepburn: Kimi to Miru Yume, ’Az álom, amit veled láttam’)
dalszöveg: Hijama Só, zene és hangszerelés: Manyo, előadó: Simocuki Haruka
betétdal – Lore Elkrone
dalszöveg: Aoki Kanae, zene és hangszerelés: Acsiva Daiszuke, előadó: Mitosze Noriko
betétdal – Tóki inori no uta (遠き祈りの詩; Hepburn: Tōki Inori no Uta, ’Egy távoli ima dala’)
előadó: A.m.u.
betétdal – Siren no uta (セイレーンの歌; Hepburn: Seirēn no uta, ’Egy szirén éneke’)
előadó: A.m.u.

## Fogadtatás
A játékból a megjelenésének évében 7361 dobozos példány fogyott Japánban, ezzel az év háromszázharminckilencedik legkelendőbb játéka volt.